# Nathan Sinkala
Nathan Sinkala (Chingola, 22 de novembro de 1990) é um futebolista zambiano que atua como meio-campista, mas que também joga como defensor. Erroneamente, sua data de nascimento é creditada como 23 de abril de 1991.

## Carreira
Iniciou a carreira no Zanaco, time de seu país, em 2008, ano em que passou das categorias de base para o time principal. Passou ainda por Green Buffaloes e Hapoel Kiryat Shmona (por empréstimo), e desde 2012 atua pelo TP Mazembe.
Em seu país, é bastante comparado a Yaya Touré, meio-campista da Seleção da Costa do Marfim.

## Seleção
Desde 2011, Sinkala defende a Seleção Zambiana, atuando em quinze partidas, não marcando nenhum gol. Anteriormente, havia passado pelas categorias Sub-20 e Sub-23 dos Chipolopolo.
Esteve presente no elenco que sagrou-se campeão da Copa das Nações Africanas de 2012, tendo convertido sua cobrança de pênalti na decisão do torneio contra a Costa do Marfim.

## Vida pessoal
Nathan é irmão mais novo de Andrew Sinkala, meio-campista com passagem de uma década pela Seleção Zambiana e com carreira baseada na Alemanha.

## Títulos
Zambia
- Campeonato Africano das Nações: 2012